# Чу (река)
Вижте пояснителната страница за други значения на Чу.
Чу (Шу) (на киргизки: Чүй; на казахски: Шу; на руски: Чу) е голяма река в Средна Азия в Наринска, Исъккулска и Чуйска област на Киргизстан и Жамбълска и Туркестанска област на Казахстан, вливаща се по враме на пълноводие в езерото Акжайкън, разположено в падината Ашчъкол. Дължина 1067 km. Площ на водосборния басейн 62 500 km², в т.ч. в планинската част, в която получава притоци – около 25 000 km². Водосборният басейн на Чу се причислява към водосборния басейн на река Сърдаря, въпреки че Чу не достига до нея.
Река Чу се образува от сливането на двете съставящи я реки Кочкор (лява съставяща) и Джуванарък (дясна съставяща), водещи началото си съответно от хребетите Киргизки и Терскей Алатау, на 1804 m н.в., в източната част на Кочкорската котловина, при районния център село Кочкорка в Наринска област на Киргизстан. След образуването си, на протежение от около 45 km тече в североизточна посока в дълбока каньноновидна долина и след селището Орто-Токой (Исъккулска област) навлиза в западната част на Исъккулската котловина. Тук Чу завива на север, а след това на запад, като преминава само на 6 km западно от езерото Исъккул. По време на пълноводие част от водите на Чу по ръкава Кутемалдъ се вливат в езерото. След напускането на Исъккулската котловина река Чу, отново завива на север и преминава през дългото около 50 km Боамско ждрело, разделящо хребетите Киргизки на запад, Кунгей Алатау и Заилийски Алатау на изток. При град Кемин река Чу навлиза в източната част на Чуйската долина, където в нея от околните хребети се вливат многобройни малки реки и потоци. Тук реката тече в посока запад-северозапад в широка и слабо забележима в релефа долина и на протежение от над 200 km служи за граница между Киргистан и Казахстан. При казахското село Благовещенка изцяло навлиза на казахстанска територи, в Жамбълска област. След изтичането си от Тосоткелското водохранилище Чу завива на северозапад и навлиза в пустинята Мойънкум. След село Жамбъл реката се носочва на запад и оттук нататък на протежение над 500 km постоянно водно течение има само по време на пълноводие. В този участък в края на юли или началото на август реката пресъхва до декември, а вода се запазва само в отделни по-дълбоки участъци. От декември до края на юли река Чу се влива в езерото Акжайкън, разположено в падината Ашчъкол, на 125 m н.в. в северозападната част на пустинята Мойънкум, на територията на Туркестанска област в Казахстан.
Река Чу получава притоци само до изтичането си от Тосоткелското водохранилище, като площта на водосборния ѝ басейн дотук е около 25 000 km². Останалите 37 500 km² от водосборния басейн на реката са лишени постоянни водни течения или такива напълно липсват. Основни притоци: леви – Кочкор, Аламедин (78 km), Ала-Арча (78 km), Сокулук (87 km), Аксу (155 km), Курагатъ; десни – Джуванарък, Чонг-Кемин (116 km), Ъргайтъ, Какпатас.
Чу има предимно ледниково-снежно подхранване, но съществена е и ролята на грунтовото (подземното) подхранване. Среден годишен отток при изтичането си от Тосоткелското водохранилище 130 km³/s, с максимален отток през юли и август. В горното течение ледовите явления продължават от ноември до април, но се заледяват само отделни по-плитки участъци, средно за около 10 денонощия. В долното течение ледовите явления са ежегодни и се проявяват от декември до март.
По течението на река Чу са изградени две големи водохранилища: Ортотокайското (в горното течение) и Тосоткелското (преди навлизането ѝ в пустинята Мойънкум), които спомагат за регулиране на годишния ѝ отток. В Чуйската долина и след Тосоткелското водохранилище водите на Чу се отклоняват в множестно напоителни канали, като за напояване се разхожда около 55% от водата на реката. По течението на Чу и в нейната долина са разположени стотици населени места, в т.ч. градовете Кемин и Токмок и районния център село Кочкорка в Киргизстан и град Чу в Жамбълска област на Казахстан.